# Carolyn Keene
Carolyn Keene (10 giugno 1905 – 28 marzo 2002) è stata una scrittrice statunitense, autrice della fortunata serie di Nancy Drew, che ha venduto complessivamente più di 200 milioni di copie.
In realtà, è lo pseudonimo dietro al quale si celavano diversi autori dello Stratemeyer Syndicate, gruppo di scrittori guidati da Edward Stratemayer, scrittore e imprenditore nel settore letterario, creatore della serie degli Hardy Boys.